# 向阳湖镇
向阳湖镇，是中华人民共和国湖北省咸寧市咸安区下辖的一个乡镇级行政单位。

## 行政区划
向阳湖镇下辖以下地区：
甘棠社区、宝塔社区、北岭村、斩关村、甘棠村、祝垴村、铁铺村、宝塔村、绿山村和广东畈村。